# Благоя Мілевський
Благоя Мілевський (сербохорв. Blagoja Milevski, мак. Благоја Милевски, нар. 25 березня 1971) — югославський, а згодом македонський футболіст, що грав на позиції захисника. По завершенні ігрової кар'єри — тренер. З 2021 року очолює тренерський штаб збірної Північної Македонії.

## Клубна кар'єра
У дорослому футболі дебютував 1990 року виступами за команду «Црвена Звезда», в якій провів один сезон. Був резервним гравцем у команді, що 1991 року виборола титул чемпіона Югославії і стала володарем Кубка чемпіонів УЄФА.
Протягом 1991–1993 років грав у Греції за «Іракліс» та «Трикалу», після чого два сезони відіграв у Словенії за «Марибор».
У подальшому виступав здебільшого в Македонії, де захищав кольори «Победи», «Цементарниці» та клубу «Македонія Гьорче Петров». Також пограв у Греції за «Паніліакос» та в Ізраїлі за «Ашдод».
Завершував ігрову кар'єру на батьківщині у команді «Вардар», за яку виступав протягом 2010—2011 років.

## Виступи за збірну
1998 року провів свою єдину офіційну гру у складі національної збірної Північної Македонії.

## Кар'єра тренера
Завершивши 2011 року ігрову кар'єру, залишився у структурі «Вардара», обійнявши посаду асистента головного тренера. Згодом протягом 2012–2014 років очолював тренерський штаб команди.
У вересні 2014 року став головним тренером молодіжної збірної Македонії, яку тренував до 2021 року з невиликою перервою у 2018—2019 роках, протягом якої встиг попрацювати в Ізраїлі з «Ашдодом».
У серпні 2021 року змінив Ігора Ангеловського на посаді головного тренера національної збірної Північної Македонії.

## Титули і досягнення
- Володар Кубка чемпіонів УЄФА (1):

«Црвена Звезда»: 1990-1991
- Чемпіон Югославії (1):

«Црвена Звезда»: 1990-1991
- Володар Кубка Словенії (1):

«Марибор»: 1993-1994
- Чемпіон Македонії (1):

«Македонія Гьорче Петров»: 2008-2009